# Platyceroides viriditinctus
Platyceroides viriditinctus is een keversoort uit de familie vliegende herten (Lucanidae). De wetenschappelijke naam van de soort is voor het eerst geldig gepubliceerd in 1942 door Benesh.